# Tumanyan, Lori
Tumanyan là một đô thị thuộc tỉnh Lori, Armenia. Dân số ước tính năm 2011 là 1797 người.